# Gemeine Teilherrschaft Riegel

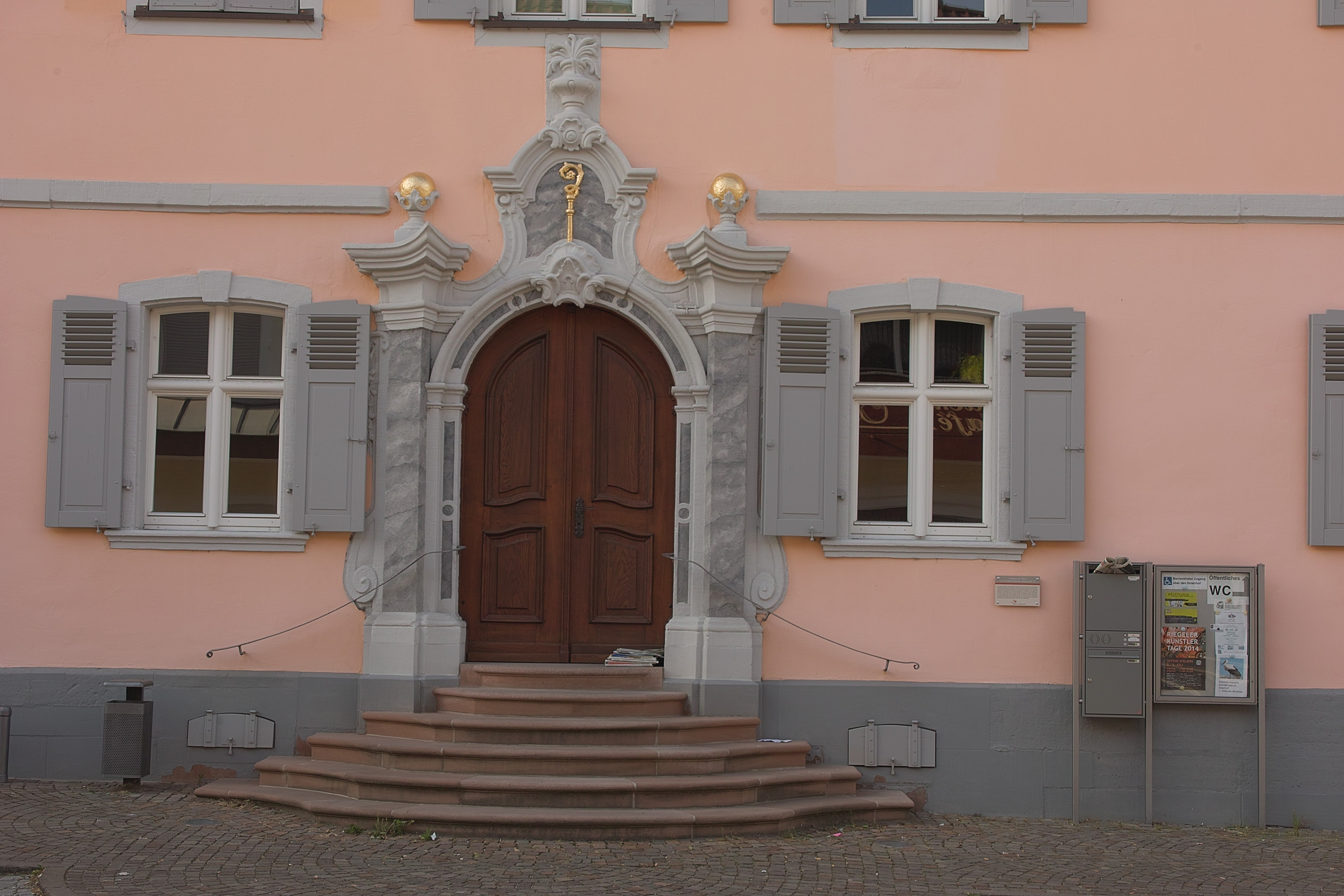
Das Haus des Abtes von Ettenheimmünster als Teilherr in Riegel

Der Begriff Gemeine Teilherrschaft Riegel beschreibt eine besondere Form der Ortsherrschaft über die Gemeinde Riegel am Kaiserstuhl im vorderösterreichischen Breisgau zwischen 1381 und 1806. Mehrere Standesherren übten die Ortsherrschaft gemeinschaftlich in turnusmäßigem Wechsel aus.

## Vorgeschichte
Die Gemeine Teilherrschaft Riegel stellte ein wahrlich einzigartiges und dabei extrem langlebiges Modell der gemeinschaftlichen Herrschaftsausübung im Heiligen Römischen Reich dar. Alles begann mit dem ungewöhnlichen Testament einer besonderen Frau aus dem Milieu der aufstrebenden Kaufleute, die mit dem Silberhandel im Breisgau reich geworden waren. Die Herren Malterer zählten im 14. Jahrhundert zu den wohlhabendsten Familien in Freiburg. Zu ihren Schuldnern zählten neben den Städten Freiburg und Endingen auch hochrangige Adelsfamilien wie die Grafen von Freiburg, die Grafen von Fürstenberg, die Pfalzgrafen von Tübingen, die Markgrafen von Hachberg, die Herren von Üsenberg, die Herren von Geroldseck, die Herren von Staufen, die Herren von Falkenstein, die Klöster St. Peter, St. Märgen und selbst der Abt von Einsiedeln. 1353 verkauften Abt und Konvent jenes Schweizer Klosters Johann Malterer und seinen Erben ihren Hof zu Riegel. Nach dem Tode Johann Malterers 1360 erhielt seine Gemahlin Gisela von Kaysersberg, die ihn noch 21 Jahre in Freiburg überlebte, die Herrschaft Riegel mit der Burg Riegel als Wittum oder Witwengut.

## Die Schaffung der „Elftel“
Vor ihrem Tode vermachte die Witwe 1381 die Herrschaft Riegel mit der Burg ihren elf Enkeln – sechs Söhne und eine Tochter des Ritters Johann von Blumegg oder Blumeneck († 1383), der mit Margarete Malterer, einer Tochter des Johann und der Gisela Malterer, verheiratet war, sowie vier Töchter ihres Sohnes Martin Malterer, der in der Schlacht bei Sempach 1386 den Leib des sterbenden Herzogs Leopold III. von Habsburg mit seinem eigenen deckte und dabei den Tod fand – zu gleichen Teilen und begründete so die Gemeine Teilherrschaft, die bis 1806 bestand. Nach diesen elf Enkeln berechnete man jahrhundertelang die Ortsanteile und bezeichnete sie als Elftel.
- 1. Elftel mit der Herrschaft Riegel des Heinrich von Blumeneck († 1425) ⚭ (1) Ursula Zorn, (2) Sofia, (3) Adelheid
- 2. Elftel des Johann von Blumeneck († 1437)
- 3. Elftel des Martin von Blumeneck († 1434) ⚭ Ursula von Tiegesheim
- 4. Elftel des Dietrich von Blumeneck († 1426) ⚭ Beatrix von Breitenlandenberg
- 5. Elftel des Rudolf von Blumeneck († 1412), ledig
- 6. Elftel des Otto von Blumeneck († 1412), ledig
- 7. Elftel der Gisela von Blumeneck ⚭ Hartmann von Hus († 1418)
- 8. Elftel der Gisela Malterer ⚭ Bertold von Staufen († 1450)
- 9. Elftel mit der Herrschaft Lichteneck der Verene Malterer († 1429) ⚭ Konrad von Tübingen-Lichteneck († 1409)
- 10. Elftel der Margarete Malterer ⚭ Kaspar von Klingenberg († 1439)
- 11. Elftel der Anna Malterer ⚭ Johann von Tengen zu Eglisau

Da diese Elftel vererbt, verkauft, verschenkt und geteilt werden konnten, gab es im Laufe der Zeit eine gewaltige Verschiebung der Anteile, und die verschiedenen Adelsgeschlechter aus dem Breisgau und dem Elsass wurden Teilherren in Riegel. Waren es im Jahre 1400 elf, so betrug ihre Zahl im Jahre 1454 sieben, 1491 wieder zehn, 1558 acht, 1606 sieben, 1650 vier. Von 1661 bis zum Ende der Herrschaft am Beginn des 19. Jahrhunderts waren es drei, nämlich die Besitzer der Herrschaft Lichteneck mit 5 ¾ Elfteln, die Abtei Ettenheimmünster mit 2 ⅞ Elfteln und von 1687 die Reichsfreiherren von Sickingen mit 2 ⅜ Elfteln der gesamten Herrschaft.

## Verwaltung
Die Verwaltung Riegels erfolgte durch jeweils einen Teilherren, den man Verweser oder Verseher nannte. Das Amt oblag ihm so viele Jahre wie er ganze Elftel besaß; der Wechsel erfolgte an Georgi, dem „Hl. Rittertag“, also dem 23. April. Die Freiherren von Garnier zu Lichteneck hatten die „Versehnerei“ ab 1661 alle vier Jahre für fünf Jahre hindurch inne; es ergab sich diese Reihenfolge: 1661–66 Lichteneck, 1666–68 Ettenheimmünster, 1668–70 Dankenschweil (ab 1687 Sickingen) usw. Ein besonderes Ereignis war alljährlich der Gemeine Teilherrentag, der an Georgi stattfand und an dem sämtliche Teilherren oder deren Vertreter erscheinen mussten. Die Herrschaft Lichteneck besaß in Riegel gemeinsam mit den übrigen Teilherren „Stab, Obrigkeit, Herrlichkeit, Gebot und Verbot, hohe und niedere Gerichtsbarkeit“. Die landesfürstliche Obrigkeit besaß das Erzherzogtum Österreich, ausgeübt durch die Behörden in Vorderösterreich.
1410 erbaute Heinrich von Blumeneck das Riegeler Schloss, 1593 ging der Besitz an Wilhelm Dietrich von Rathsamhausen über, 1633 wurde das Schloss im Dreißigjährigen Krieg völlig zerstört. Der Kommandant der Festungen Freiburg und Rheinfelden, Generalwachtmeister Johann Georg Schütz von Pürschütz und Geislingen, erwarb den „Aschenhaufen“ 1651 und baute das Schloss notdürftig wieder auf. 1660 sah er sich gezwungen, die Herrschaft Lichteneck mit den Dörfern Hecklingen, Forchheim und Schelingen sowie von 4½ Anteilen der ausgestorbenen Pfalzgrafen von Tübingen-Lichteneck am Marktflecken Riegel an Johann Heinrich von Garnier zu verkaufen. 1661 erwarb Garnier von General Schütz noch das 1.  Elftel samt Herrschaftsanteil von Riegel und besaß damit 5¾ Anteile. Sein Sohn Leopold Heinrich von Garnier erbaute das neue Schloss am Riegeler Michaelsberg 1683–1687.
1721 erbte seine Frau Luzia Katharina Berchtoldin, geb. von Saxengang († 1743), seine Anteile. Da sie kinderlos geblieben war, schenkte sie 1721 die Besitztümer an Graf Hannibal Max von Schauenburg († 1741). Dessen Universalerbe war zunächst sein Sohn Philipp († 1741), sodann dessen Bruder Christoph Anton, breisgauischer Kreishauptmann der vorderösterreichischen Regierung, der aber wegen seiner Amtsführung in Ungnade fiel und 1760 von Kaiserin Maria Theresia abgesetzt wurde. Die Enkelin des Türkenlouis, Prinzessin Elisabeth Augusta von Baden-Baden, verheiratet mit ihrem Oberhofmeister Graf von Althan, ersteigerte 1765 das Schloss und lebte dort bis 1789. Johann Nepomuk Anton Joseph Fürst von Schwarzenberg erbte das Schloss seiner Tante mitsamt der Herrschaft Riegel und Lichteneck. 1812 erfolgte der Verkauf des Schlosses an das Großherzogtum Baden für 250.000 Gulden, das es 1820 an die Gemeinde Riegel weiterverkaufte. Diese parzellierte den Besitz in 33 Teile und ließ das Schloss abbrechen. Damit endete die Gemeine Teilherrschaft, die am Ende des Heiligen Römischen Reichs aus drei Standesherrschaften bestanden hatte:

## Standesherrschaften
1. Die Standesherrschaft der Fürsten von Schwarzenberg als Herren von Lichteneck mit 5 ¾ Elftel, bzw. 22/42 oder 52,38 %. Der Fürst von Schwarzenberg war als Herr von Lichteneck und Teilherr von Riegel Mitglied im Ritterstand der Breisgauischen Landstände, zugleich für die Landgrafschaft Klettgau und Sulz im Schwäbischen Reichsgrafenkollegium vertreten.
Die Herrschaft Lichteneck war originäre Teilherrin in Riegel durch das 9. Elftel der Verene Malterer († 1429) und des Pfalzgrafen Konrad von Tübingen-Lichteneck († 1409), das 1660 an Garnier gelangt war. Das 10. Elftel der Margarete Malterer und des Kaspar von Klingenberg († 1439) fiel 1439 im Erbgang an den früheren Herren von Lichteneck, den Pfalzgrafen Konrad II. von Tübingen-Lichteneck, das 4. Elftel des Dietrich von Blumeneck erwarben die Pfalzgrafen 1441 von den Rumelang. Das 3. Elftel oder „Rustischer Anteil“ des Martin von Blumeneck († 1434), das 1484 an Rust und 1536 an Rathsamhausen ging, fiel 1602 an Eberhard von Tübingen-Lichteneck. Garnier kaufte 1660 auch das 1. Elftel mit den Herrschaftsrechten des Heinrich von Blumeneck († 1425), das 1593 an Rathsamhausen, 1651 an General Schütz gegangen war. Dazu kamen noch Anteile an weiteren Elfteln: die Hälfte des 6. Elftels oder „Blumeneckischen Anteils“ des Otto von Blumeneck († 1412), das 1410 an Heinrich von Blumeneck gefallen war, sowie jeweils ein Achtel aus je einer Hälfte des 2. Elftels des Johann von Blumeneck († 1437), das 1450 an Pfirt gegangen und 1576 geteilt worden war. Von Garnier erwarben die Grafen von Schauenburg 1721 die 5 ¾ Elftel und überließen sie 1765 der Prinzessin von Baden-Baden, 1789 dem Fürsten von Schwarzenberg, der damit eine Mehrheit der Anteile in der Gemeinen Teilherrschaft Riegel besaß.
| Jahr    | Elftel | Elftel                                           | Elftel                                                                  | Elftel | Elftel                                                              | Elftel                                        | Elftel                                      | Bemerkungen |
| 1381    | 2. Elftel des Johann von Blumeneck († 1437) | 6. Elftel des Otto von Blumeneck († 1412), ledig | 1. Elftel mit der Herrschaft Riegel des Heinrich von Blumeneck († 1425) | 9. Elftel mit der Herrschaft Lichteneck der Verene Malterer († 1429) ⚭ Konrad von Tübingen-Lichteneck († 1409) | 10. Elftel der Margarete Malterer ⚭ Kaspar von Klingenberg († 1439) | 4. Elftel des Dietrich von Blumeneck († 1426) | 3. Elftel des Martin von Blumeneck († 1434) | Aufteilung des Erbes auf insgesamt elf Enkel                                                                                 |
| 1410    | | →                                                |                                                                         | |                                                                     |                                               |                                             | 6. Elftel geht an Heinrich von Blumeneck (1. Elftel)                                                                         |
| 1426    | |                                                  |                                                                         | |                                                                     | Grede und Heinrich von Rumelang               |                                             | 4. Elftel wird von Rumelang übernommen                                                                                       |
| 1439    | |                                                  |                                                                         | | ←                                                                   |                                               |                                             | 10. Elftel geht an Konrad II. von Tübingen-Lichteneck (9. Elftel)                                                            |
| 1441    | |                                                  |                                                                         | |                                                                     | ←                                             |                                             | 4. Elftel geht an Konrad II. von Tübingen-Lichteneck (9. Elftel)                                                             |
| 1450    | Pfirt |                                                  |                                                                         | |                                                                     |                                               |                                             | 2. Elftel wird von Pfirt übernommen                                                                                          |
| 1484    | Teilung unter Philipp ½ und Ludwig von Pfirt ½ | Verkauf an Blumeneck und Rathsamhausen           |                                                                         | |                                                                     |                                               | Rust                                        | 2. und 6. Elftel werden aufgeteilt; 3. Elftel wird von Rust übernommen                                                       |
| 1484    | Konrad III. von Tübingen-Lichteneck, von Staufen, von Bolsenheim, von Landeck, Sebastian von Blumeneck, Widergrün von Staufenberg, von Hattstatt, Ludwig von Pfirt |                                                  |                                                                         | |                                                                     |                                               | Rust                                        | Philipp von Pfirt verkauft seine Hälfte des 2. Elftels an verschiedene Adlige                                                |
| 1536    | ⅛ → Blumeneck, ⅛ → Tübingen-Lichteneck |                                                  |                                                                         | |                                                                     |                                               | Hans Georg von Rathsamhausen                | 3. Elftel wird von Rathsamhausen übernommen                                                                                  |
| 1558    | Anastasia von Brempt, geb. Blumeneck |                                                  |                                                                         | |                                                                     |                                               |                                             | Ludwig von Pfirt verkauft seine Hälfte des 2. Elftels an Brempt                                                              |
| 1576    | ½ Elftel an sämtliche Gemeine Teilherren verkauft, damit ⅛ → Tübingen-Lichteneck                                                                                   |                                                  |                                                                         | |                                                                     |                                               |                                             | Anastasia von Brempt verkauft ihre Anteile an sämtliche Gemeine Teilherren                                                   |
| 1593    | |                                                  | Wilhelm Dietrich von Rathsamhausen                                      | |                                                                     |                                               |                                             | 1. Elftel wird von Rathsamhausen übernommen                                                                                  |
| 1602    | |                                                  |                                                                         | |                                                                     |                                               | ←                                           | 3. Elftel geht an Eberhard von Tübingen-Lichteneck (9. Elftel)                                                               |
| 1605    | | →                                                |                                                                         | |                                                                     |                                               |                                             | Hälfte des 6. Elftel geht an Eberhard von Tübingen-Lichteneck (9. Elftel)                                                    |
| 1630    | |                                                  |                                                                         | Karl von Salm-Neuburg                                                                                          |                                                                     |                                               |                                             | 9. Elftel wird von Salm-Neuburg übernommen                                                                                   |
| 1651    | |                                                  | Generalmajor Georg Schütz                                               | |                                                                     |                                               |                                             | 1. Elftel wird von Generalmajor Schütz übernommen                                                                            |
| 1660/61 | |                                                  | Johann Heinrich von Garnier                                             | ← |                                                                     |                                               |                                             | 1. Elftel wird von Garnier übernommen; 9. Elftel geht an denselben. Damit sind Riegel und Lichteneck in einer Hand vereinigt |
| 1721    | |                                                  | Hannibal Max von Schauenburg                                            | |                                                                     |                                               |                                             | 1. Elftel wird von Schauenburg übernommen                                                                                    |
| 1765    | |                                                  | Augusta von Baden-Baden                                                 | |                                                                     |                                               |                                             | 1. Elftel wird von der Prinzessin von Baden-Baden übernommen                                                                 |
| 1789    | |                                                  | Johann Nepomuk von Schwarzenberg                                        | |                                                                     |                                               |                                             | 1. Elftel wird von Fürst Schwarzenberg übernommen                                                                            |

2. Die Standesherrschaft des Abts von Ettenheimmünster mit 2 ⅞ Elftel, bzw. 11/42 oder 26,19 %. Der Abt von Ettenheimmünster war als Teilherr von Riegel Mitglied im Ritterstand der Breisgauischen Landstände, was für den Abt von besonderer Bedeutung war, da ihm der Bischof von Straßburg einen Platz auf der breisgauischen Prälatenbank verwehrte. Das Kloster Einsiedeln hatte seine Patronatsrechte 1483 der Abtei Ettenheimmünster verkauft; es gründete seine Herrschaft auf das 8. Elftel der Gisela Malterer und des Bertold von Staufen († 1450), das 1489 von der Abtei erworben wurde und an die 1484 bereits ein Achtel aus einer Hälfte des 2. Elftels gefallen war. Weiterhin kauften die Äbte nach 1495 das 7. Elftel der Gisela von Blumeneck und des Hartmann von Hus († 1418) sowie 1576 weitere vier Achtel des 2. Elftels. Schließlich rundete ein Viertel des 6. Elftels oder „Blumeneckischen Anteils“, das 1605 von Rathsamhausen und Andlaw erworben wurde, den Klosterbesitz ab.
| Jahr | Elftel                                                          | Elftel                                           | Elftel                                                       | Elftel                                                         | Bemerkungen |
| 1381 | 2. Elftel des Johann von Blumeneck († 1437)                     | 6. Elftel des Otto von Blumeneck († 1412), ledig | 8. Elftel der Gisela Malterer ⚭ Bertold von Staufen († 1450) | 7. Elftel der Gisela von Blumeneck ⚭ Hartmann von Hus († 1418) | Aufteilung des Erbes auf insgesamt elf Enkel                                                                        |
| 1410 |                                                                 | Heinrich von Blumeneck ←                         |                                                              |                                                                | 6. Elftel geht an Heinrich von Blumeneck (1. Elftel)                                                                |
| 1436 |                                                                 |                                                  | Bolsenheim                                                   |                                                                | 8. Elftel wird von Bolsenheim übernommen                                                                            |
| 1450 | Pfirt                                                           |                                                  |                                                              |                                                                | 2. Elftel wird von Pfirt übernommen                                                                                 |
| 1470 |                                                                 |                                                  |                                                              | Widergrün von Staufenberg                                      | 7. Elftel wird von Widergrün von Staufenberg übernommen                                                             |
| 1484 | Teilung unter Philipp ½ und Ludwig von Pfirt ½                  | Verkauf an Blumeneck und Rathsamhausen           | Martin von Staufen                                           |                                                                | 2. und 6. Elftel werden aufgeteilt; 8. Elftel wird von Staufen übernommen                                           |
| 1484 | Ludwig von Pfirt                                                | sowie an Johann Ludwig von Andlaw d. Ä.          |                                                              |                                                                | Ludwig von Pfirt behält seine Hälfte des 2. Elftels; ⅛ der Hälfte des Philipp von Pfirt an Abt von Ettenheimmünster |
| 1489 |                                                                 |                                                  | Abt von Ettenheimmünster                                     |                                                                | 8. Elftel wird vom Abt von Ettenheimmünster übernommen                                                              |
| 1495 |                                                                 |                                                  |                                                              | Staufen, dann Abt von ← Ettenheimmünster                       | 7. Elftel wird vom Abt von Ettenheimmünster übernommen                                                              |
| 1576 | ⅜ des „Bremptischen Teils“ des 2. Elftels an → Ettenheimmünster |                                                  |                                                              |                                                                | Weitere Teile des 2. Elftels gehen an Abt von Ettenheimmünster                                                      |
| 1605 |                                                                 | ¼ des 6. Elftels an → Ettenheimmünster           | Abt von Ettenheimmünster                                     |                                                                | Ein Viertel des 6. Elftels geht an Abt von Ettenheimmünster                                                         |

3. Die Standesherrschaft von Sickingen mit 2 ⅜ Elftel, bzw. 9/42 oder 21,43 %. Freiherr von Sickingen war Präsident der breisgauischen Ritterschaft. Er besaß das 11. Elftel der Anna Malterer und des Johann von Tengen, das 1407 von Schnewlin von Landeck erworben worden war und zu dem bereits ein Achtel der Hälfte des 2. Elftels, das 1484 aus dem Verkauf des halben Elftels des Philipp von Pfirt an Ludwig von Landeck und „Hattstatt sel. Kinder“ stammte, geschlagen worden war. Dieser Besitz fiel 1568 an Sickingen, 1648 an Dankenschweil, 1687 wieder an Sickingen und blieb dort bis 1809. Das 5. Elftel des Rudolf von Blumeneck († 1437), das 1410 an Heinrich von Blumeneck, 1476 an Hattstatt, 1491 an Neuenfels, 1510 an Bubenhofen, 1560 an Vogt von Altensummerau und Prassberg, 1648 an Dankenschweil gegangen war, wurde 1687 von Sickingen erworben, dazu ein Viertel des 6. Elftels oder „Blumeneckischen Anteils“, der 1605 von Rathsamhausen und Andlaw erworben wurde.
| Jahr | Elftel                                         | Elftel                                           | Elftel                                                      | Elftel                                             | Bemerkungen                                                      |
| 1381 | 2. Elftel des Johann von Blumeneck († 1437)    | 6. Elftel des Otto von Blumeneck († 1412), ledig | 11. Elftel der Anna Malterer ⚭ Johann von Tengen zu Eglisau | 5. Elftel des Rudolf von Blumeneck († 1412), ledig | Aufteilung des Erbes auf insgesamt elf Enkel                     |
| 1407 |                                                |                                                  | Schnewlin von Landeck                                       |                                                    | 11. Elftel wird von Schnewlin von Landeck übernommen             |
| 1410 |                                                | Heinrich von Blumeneck                           |                                                             | Heinrich von Blumeneck                             | 6. und 5. Elftel gehen an Heinrich von Blumeneck (1. Elftel)     |
| 1450 | Pfirt                                          |                                                  |                                                             |                                                    | 2. Elftel wird von Pfirt übernommen                              |
| 1476 |                                                |                                                  |                                                             | Hattstatt († 1484)                                 | 5. Elftel wird von Hattstatt übernommen                          |
| 1484 | Teilung unter Philipp ½ und Ludwig von Pfirt ½ | Verkauf an Blumeneck und Rathsamhausen           |                                                             | „Hattstatt sel. Kinder“                            | 2. und 6. Elftel werden aufgeteilt                               |
| 1484 | Philipp und Ludwig von Pfirt →                 | sowie an Johann Ludwig von Andlaw d. Ä.          |                                                             |                                                    | ⅛ der Hälfte des Philipp von Pfirt an Sickingen                  |
| 1491 |                                                |                                                  |                                                             | Neuenfels                                          | 5. Elftel wird von Neuenfels übernommen                          |
| 1510 |                                                |                                                  |                                                             | Wolfgang von Bubenhofen                            | 5. Elftel wird von Bubenhofen übernommen                         |
| 1560 |                                                |                                                  |                                                             | Vogt von Altensumerau und Praßberg                 | 5. Elftel wird von Vogt von Altensumerau und Praßberg übernommen |
| 1568 |                                                |                                                  | Sickingen                                                   |                                                    | 11. Elftel geht an Sickingen                                     |
| 1605 |                                                | ¼ des 6. Elftels an Hans Jakob von → Sickingen   |                                                             |                                                    | Ein Viertel des 6. Elftels geht an Sickingen                     |
| 1648 |                                                |                                                  | Dankenschweil                                               | Dankenschweil                                      | 5. und 11. Elftel von Dankenschweil übernommen                   |
| 1687 |                                                |                                                  | Sickingen                                                   | ← Sickingen                                        | 5. und 11. Elftel von Sickingen übernommen                       |

Die Gemeine Teilherrschaft Riegel war nicht nur eine ganz besondere Herrschaftsform, sondern zog in den vier Jahrhunderten ihres Bestehens die jeweils führenden Familien des Südwestens an, die sich mit einem Anteil am gemeinteilherrlichen Flecken Riegel auch einen bevorzugten Platz in der Ritterschaft Vorderösterreichs erwarben.